# Placówka Straży Granicznej w Narewce
Placówka Straży Granicznej w Narewce – graniczna jednostka organizacyjna Straży Granicznej realizująca zadania w ochronie granicy państwowej z Republiką Białorusi.

## Formowanie i zmiany organizacyjne
Placówkę SG w Narewce otwarto 19 IX 2001 roku jako strażnicę SG . Wcześniej miała siedzibę w Siemianówce i powstała w czerwcu 1969 roku . 24 sierpnia 2005 roku funkcjonującą dotychczas strażnicę SG w Narewce przemianowano na placówkę Straży Granicznej.

## Ochrona granicy

### Terytorialny zasięg działania
Placówka ochrania odcinek granicy państwowej z Republiką Białorusi o długości 21,310 km od znaku granicznego nr 1542 do znaku granicznego nr 1503 .
Linia rozgraniczenia:
1. z placówką Straży Granicznej w Białowieży: wyłącznie znak graniczny nr 1503, dalej granica gmin Narewka oraz Białowieża i Hajnówka[4] .
2. z placówką Straży Granicznej w Michałowie: włącznie znak graniczny nr 1542, włącznie tor kolejowy, włącznie m. Siemianówka, dalej granica gmin Michałowo oraz Narewka[4] .

Poza strefą nadgraniczną obejmuje z powiatu hajnowskiego gminę Narew .

### Przejścia graniczne

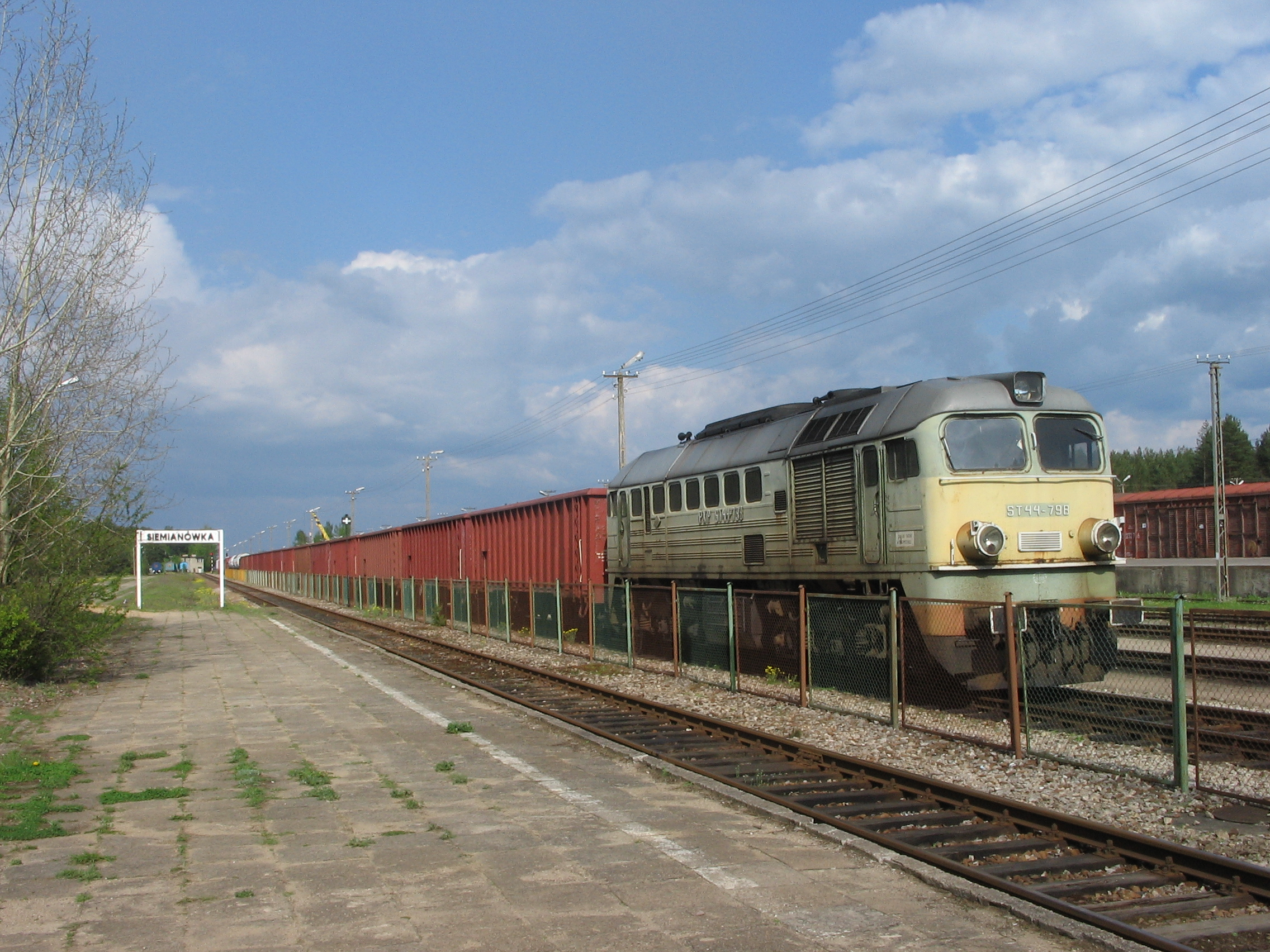
Pociąg towarowy w Siemianówce

- Siemianówka-Swisłocz (kolejowe).

### Wydarzenia
- 2016 – 24 sierpnia st. chor. SG Tomasz Monachowicz funkcjonariusz placówki SG w Narewce został uhonorowany przez ministra Spraw Wewnętrznych i Administracji za to, że jadąc na służbę zauważył małą dziewczynkę idącą drogą wojewódzką nr 687. Dziewczynka ubrana była w piżamę i gumowce zapytana o rodziców odpowiedziała, że idzie za tatą, który wyjechał z domu. Funkcjonariusz nie mogąc ustalić danych dziecka udał się wraz z dziewczynką do pobliskiego sklepu. Sprzedawczyni rozpoznała czterolatkę i podała miejsce jej zamieszkania. Pod wskazanym adresem trwały już poszukiwania prowadzone przez mamę i sąsiadów. Okazało się, że dziewczynka wyszła z domu nic nikomu nie mówiąc i przeszła szukając taty około cztery kilometry[5].

## Komendanci placówki
- mjr SG Mariusz Zajkowski.